# Carpophage à double huppe
Lopholaimus antarcticus
Genre
Espèce
Statut de conservation UICN

 LC  : Préoccupation mineure
La Carpophage à double huppe (Lopholaimus antarcticus) est une espèce d'oiseaux de la famille des Columbidae, la seule représentante du genre Lopholaimus.  C'est une espèce protégée en Australie.

## Description
Ce sont de grands oiseaux mesurant environ 50 centimètres de long pour un poids de 500 grammes. La poitrine est gris clair, les ailes gris foncé et la queue d'un noir ardoisé avec une bande gris clair. Le bec est rouge-brun. Le pigeon a également une importante huppe inclinée vers l'arrière et qui va du bec à la nuque. La huppe est constituée de plumes grise à l'avant et de plumes brun-rouge à l'arrière. Les juvéniles sont plus quelconques en apparence avec un bec brun clair. La bande de la queue est moins marquée chez les immatures.

## Mode de vie
Il vit en bandes qui peuvent atteindre plusieurs centaines d'individus. Ils volent très bien et on les voit souvent voler au-dessus des forêts tropicales humides et aussi, dans les régions plus sèches, au-dessus des vallées humides volant autour des palmiers, des figuiers, des bosquets d'eucalyptus. Ils sont complètement arboricoles. Les oiseaux ont tendance à se nourrir de fruits dans la canopée et se reposent souvent au sommet des arbres. Ils boivent les gouttes d'eau de pluie trouvées sur les feuilles des arbres. On les trouve quelquefois sur le sol à la recherche de nourriture.

## Distribution
On la trouve souvent dans la bande côtière allant du cap York au Queensland jusqu'au sud de la Nouvelle-Galles du Sud, mais également plus au sud, en Tasmanie et dans les Gippsland au Victoria, en fonction de la disponibilité en nourriture. Ils étaient jusqu'à présent nombreux en forêt tropicale, mais malheureusement sa population diminue en raison de la destruction des forêts tropicales humides.

## Roucoulement
Les oiseaux font rarement du bruit, mais peuvent produire de petits bruits plaintifs. Ils se chamaillent souvent et quand ils se disputent ils émettent des petits  bruits courts  (un peu semblables au cri du cochon).

## Reproduction
Ils nichent de juillet à janvier,  les nids sont habituellement construits très hauts au-dessus du sol. Les nids sont faits de longues brindilles entrecroisées. La femelle pond un seul gros œuf qu'elle couve 24 jours.

## Sources
- (en) Cet article est partiellement ou en totalité issu de l’article de Wikipédia en anglais intitulé « Topknot Pigeon » (voir la liste des auteurs).